# Meiglyptes
Meiglyptes este un gen de păsări din familia ciocănitoarelor, Picidae.
Genul a fost introdus de naturalistul englez William John Swainson în 1837, specia tip fiind Meiglyptes tristis. Numele combină cuvintele din greaca veche meiōn care înseamnă „mai mic” cu gluptēs care înseamnă „cioplitor”. Genul aparține tribului Picini din subfamilia ciocănitoarelor Picinae. Genul este taxon-soră⁠(d) cu ciocănitoarea ruginie situată în propriul său gen monotipic Micropternus.
Genul conține 4 specii:
- Meiglyptes grammithorax
- Meiglyptes tristis
- Meiglyptes jugularis
- Meiglyptes tukki